# Sesamia madagascariensis
Sesamia madagascariensis är en fjärilsart som beskrevs av Saalmüller 1891. Sesamia madagascariensis ingår i släktet Sesamia och familjen nattflyn. Inga underarter finns listade i Catalogue of Life.